# Mukojima Rettō
Mukojima Rettō (jap. 聟島列島) – archipelag należący do Japonii. Składa się z niewielkich, niezamieszkanych wysp o łącznej powierzchni 586 ha. Największą z nich jest Mukojima o powierzchni 257 ha. Mukojima Rettō w przybliżeniu znajduje się 900–1100 km na południe od Tokio.

## IBA
Archipelag jest jedną z Ostoi ptaków IBA.